# Cyathula
Cyathula is een geslacht uit de amarantenfamilie (Amaranthaceae). De soorten komen wereldwijd voor in tropische regio's en in China.

## Soorten
- Cyathula achyranthoides (Kunth) Moq.
- Cyathula biflora Schinz
- Cyathula braunii Gilg ex Schinz
- Cyathula capitata Moq.
- Cyathula ceylanica Hook.f.
- Cyathula coriacea Schinz
- Cyathula cylindrica Moq.
- Cyathula divulsa Suess.
- Cyathula erinacea Schinz
- Cyathula fernando-poensis Suess. & Friedrich
- Cyathula humbertiana Cavaco
- Cyathula lanceolata Schinz
- Cyathula madagascariensis Cavaco
- Cyathula mollis C.C.Towns.
- Cyathula natalensis Sond.
- Cyathula obtusifolia Cavaco
- Cyathula officinalis K.C.Kuan
- Cyathula orthacantha (Hochst. ex Asch.) Schinz
- Cyathula perrieriana Cavaco
- Cyathula pobeguinii Jacq.-Fél.
- Cyathula polycephala Baker
- Cyathula prostrata (L.) Blume
- Cyathula semirosulata Masam.
- Cyathula sphaerocephala Baker
- Cyathula tomentosa (Schult.) Moq.
- Cyathula triuncinata Moq.
- Cyathula triuncinella Schinz
- Cyathula uncinulata (Schrad.) Schinz

... · 
Achyranthes · 
Aerva ·
Alternanthera ·
Amaranthus (Amarant) · 
Atriplex (Melde) · 
Axyris · 
Bassia (Zoutkruid) · 
Beta (Biet) · 
Blitum (Spiesganzenvoet) · 
Celosia · 
Chenopodium (Ganzenvoet) · 
Corispermum (Vlieszaad) · 
Dysphania · 
Halimione (Zoutmelde) · 
Halocnemum · 
Halothamnus · 
Haloxylon · 
Kochia · 
Krascheninnikovia · 
Polycnemum (Knarkruid) · 
Patellifolia · 
Ptilotus · 
Pupalia ·
Salicornia (Zeekraal) · 
Salsola (Loogkruid) · 
Spinacia · 
Suaeda · 
Traganum · 
...